# Parafia Opieki św. Józefa we Wrocławiu
Parafia Opieki Świętego Józefa we Wrocławiu – parafia rzymskokatolicka znajdująca się w dekanacie Wrocław Katedra archidiecezji wrocławskiej. Jej proboszczem jest o. Krzysztof Piskorz OCD. Obsługiwana przez ojców Karmelitów Bosych. Została erygowana 22 grudnia 1965 roku. Mieści się przy ulicy Ołbińskiej. Przy parafii działa duszpasterstwo akademickie KARMEL.
W styczniu 2002 roku kościół parafialny został ustanowiony sanktuarium Matki Bożej Miłosierdzia.

## Zasięg parafii
Parafia obejmuje ulice: Browarna, Dolna, Drobnera (nr. 32-38), Jagiellończyka (nr. 27-37, 32-44), Jedności Narodowej (nr. 31-135, 34-210), Kilińskiego, Kręta, pl. św. Macieja (nr. 3-10), Miłosza, Myśliwska, Niemcewicza, Ołbińska, Henryka Pobożnego (nr. 1-25), Poniatowskiego, Probusa, Prusa (nr. 2-44), Roosevelta, Rychtalska, Słonimskiego, Słowiańska, św. Wincentego (nr. 49-59), Ustronie, Zakładowa.